# Burg Langenbogen
Die Burg Langenbogen ist eine abgegangene Niederungsburg östlich der heutigen Ortslage Langenbogen im Saalekreis bei Halle (Saale) in Sachsen-Anhalt, Deutschland. Sie gehörte den Erzbischöfen von Magdeburg und bestand mindestens von Anfang des 13. Jahrhunderts bis zu ihrer Zerstörung etwa im Jahre 1433.

## Lage und Geschichte
Die Burg stand ca. 1 km ostnordöstlich der Kirche von Langenbogen auf zwei Erdhügeln im Tal der Salza. Zur damaligen Zeit bestand die dortige Flussniederung aus einer Kette von aufgestauten Fischteichen mit verteilten Wassermühlen. Der heute die Burgstelle umgebende sichelförmige Große Burgteich wurde jedoch erst später angelegt, als am Taleingang die Mühle entstand (daher teils auch Mühlenteich genannt).
Burg und Dorf Langenbogen wurden erstmals als Eigentum des Erzbischofs Ludolf von Magdeburg urkundlich erwähnt. Laut dem Archivar Neuß handelte es sich um eine unbedeutende Anlage zur Sperre des Salzatals, bzw. um ein Lustschloss. Die wichtigen Handelsstraßen zwischen Halle (Saale) und dem Mansfelder Land führten eher weiter nördlich bzw. südlich vorbei.
Als Lehensträger in der Burg ist u. a. ein Adelsgeschlecht der Herren von Langenbogen überliefert, das erstmals im Jahr 1155 erwähnt wird. Die Burg wechselte insbesondere im 14. Jahrhundert mehrfach ihren Besitzer, so kam sie unter Erzbischof Otto u. a. an das Gericht zu Salzmünde sowie unter seinen Nachfolgern an verschiedene Edelherren.
Im Zuge von Landfehden – und insbesondere der Fehde der Stadt Halle mit dem Erzbischof Günther von Magdeburg in den 1430er Jahren – kam es in der Region zu Plünderungen und Zerstörungen von magdeburgischem Besitz. So wurde 1433 das Schloss Friedeburg (Saale) von Truppen der Stadt Halle belagert und stark beschädigt. Es wird angenommen, dass die Burg Langenbogen zu dieser Zeit zerstört wurde, da Friedeburg nun nicht mehr helfend eingreifen konnte. Im Jahr 1574 wird sie als zerstört (diruta et ruinosa) erwähnt. Anschließend kultivierte man die Burgstelle zu Ackerland. Im Laufe der folgenden Jahrhunderte wurden durch Pflugarbeiten mehrere schwarz verbrannte Mauersteine zu Tage geführt. Die Burghügel wurden weitgehend eingeebnet.
Im Jahre 1840 fand der Oberamtsmann Wentzel, Großvater von Carl Wentzel, im ehemaligen Gemäuer des alten Bergfrieds eine alte Schachfigur aus Walrosszahn, die einen in einem Sessel sitzenden Mann darstellt.